# Емаус (селище)
Емаус (рос. Эммаусс) — селище в Калінінському районі Тверської області Російської Федерації.
Населення становить 3267 осіб. Входить до складу муніципального утворення Емауське сільське поселення.

## Історія
Від 2005 року входить до складу муніципального утворення Емауське сільське поселення.

## Населення
| 1992 | 2002  | 2010  |
| ---- | ----- | ----- |
| 3439 | ↗3516 | ↘3267 |